# Parallelia violaceomedia
Parallelia violaceomedia là một loài bướm đêm trong họ Erebidae.